# Чемпіонат світу з біатлону 2007
43-й чемпіонат світу з біатлону проходив у Антерсельві, Італія, з 2 лютого по 11 лютого 2007 року.ю
До програми чемпіонату входило 11 змагань із окремих дисциплін: спринту, а
.переслідування, індивідуальної гонки, мас-старту та естафет — жіночої, чоловічої і л..лз9.п г бы шлдююлгр.ш5.
т.

8змішаної. Це був перший чемпіонат, на якому змішана естафета безпосередньо входила до програми чемпіонату, а не проводилися окремо на певному етапі Кубка світу.

## Розклад
У таблиці приведено розклад змагань. Час подано за CET.
| Дата      | Час           | Чоловіки         | Жінки            |
| --------- | ------------- | ---------------- | ---------------- |
| 3 лютого  | 10:45 / 14:15 | спринт           | спринт           |
| 4 лютого  | 11:15 / 14:15 | персьют          | персьют          |
| 6 лютого  | 14:15         | індивідуальна    |                  |
| 7 лютого  | 14:15         |                  | індивідуальна    |
| 8 лютого  | 14:15         | змішана естафета | змішана естафета |
| 10 лютого | 10:45/14:15   | естафета         | мас-старт        |
| 11 лютого | 14:15/11:00   | мас-старт        | естафета         |

## Медалісти та призери

### Чоловіки
| Дисципліна                 | Золото                                                         | Золото            | Срібло                                                                    | Срібло            | Бронза                                                      | Бронза            |
| Індивідуальна гонка, 20 км | Рафаель Пуаре Франція                                          | 56:14.6 (0+0+0+0) | Міхаель Грайс Німеччина                                                   | 56:41.4 (0+1+0+1) | Міхал Шлезінгр Чехія                                        | 56:52.0 (0+2+0+0) |
| Спринт 10 км               | Уле-Ейнар Б'єрндален Норвегія                                  | 26:18.8 (0+1)     | Міхал Шлезінгр Чехія                                                      | 26:23.6 (0+0)     | Андрій Дериземля Україна                                    | 26:44.6 (0+0)     |
| Персьют 12,5 км            | Уле-Ейнар Б'єрндален Норвегія                                  | 32:21.2 (0+1+0+1) | Максим Чудов Росія                                                        | 33:31.0 (1+0+2+0) | Венсан Дефран Франція                                       | 33:31.1 (0+0+1+0) |
| Мас-старт 15 км            | Міхаель Грайс Німеччина                                        | 37:52.1 (0+2+0+0) | Андреас Бірнбахер Німеччина                                               | 38:07.5 (0+0+0+0) | Рафаель Пуаре Франція                                       | 38:20.2 (0+1+0+0) |
| Естафета 4 x 7,5 км        | Росія Іван Черезов Максим Чудов Дмитро Ярошенко Микола Круглов | 1:14:36.1         | Норвегія Халвар Ханевольд Ларс Бергер Фроде Андресен Уле-Ейнар Б'єрндален | 1:15:36.6         | Німеччина Рікко Ґросс Міхаель Рьош Свен Фішер Міхаель Грайс | 1:16:08.6         |

### Жінки
| Дисципліна          | Золото                                                                  | Золото            | Срібло                                                                   | Срібло            | Бронза                                                               | Бронза            |
| Індивідуальна 15 км | Лінда Груббен Норвегія                                                  | 46:24.3 (0+0+0+0) | Флоранс Баверель-Робер Франція                                           | 47:30.8 (0+0+0+0) | Мартіна Ґлаґов Німеччина                                             | 47:59.9 (1+0+0+0) |
| Спринт 7,5 км       | Маґдалена Нойнер Німеччина                                              | 22:46.9 (1+1)     | Анна-Карін Улофсон Швеція                                                | 22:49.2 (1+1)     | Наталія Гусєва Росія                                                 | 23:06.5 (0+1)     |
| Персьют 10 км       | Маґдалена Нойнер Німеччина                                              | 33:01.6 (1+0+1+2) | Лінда Груббен Норвегія                                                   | 33:08.7 (0+1+0+0) | Анна-Карін Улофсон Швеція                                            | 33:09.2 (2+0+1+2) |
| Мас-старт 12,5 км   | Андреа Генкель Німеччина                                                | 37:13.1 (1+0+1+0) | Мартіна Ґлаґов Німеччина                                                 | 37:17.7 (1+0+0+0) | Каті Вільгельм Німеччина                                             | 37:23.7 (0+1+1+0) |
| Естафета 4 x 6 км   | Німеччина Мартіна Ґлаґов Андреа Генкель Маґдалена Нойнер Каті Вільгельм | 1:14:19.1         | Франція Флоранс Баверель-Робер Дельфін Перетто Сільві Бекар Сандрін Байї | 1:15:26.9         | Норвегія Тора Бергер Анн Крістін Флатланд Йорі Мьоркве Лінда Груббен | 1:15:48.8         |

### Змішана естафета
| Гонка:                                 | Золото:                                                        | Час       | Срібло:                                                         | Час       | Бронза:                                                      | Час       |
| Змішана естафета 2 x 6 км + 2 x 7,5 км | Гелена Юнссон Анна-Карін Улофсон Б'єрн Феррі Карл Юхан Бергман | 1:20:04.7 | Флоранс Баверель-Робер Сандрін Байї Венсан Дефран Рафаель Пуаре | 1:20:32.3 | Тора Бергер Йорі Мьоркве Еміль Хегле Свендсен Фроде Андресен | 1:20:41.1 |

## Таблиця медалей
| Місце  | Країна    | Золото | Срібло | Бронза | Загалом |
| ------ | --------- | ------ | ------ | ------ | ------- |
| 1      | Німеччина | 5      | 3      | 3      | 11      |
| 2      | Норвегія  | 3      | 2      | 2      | 7       |
| 3      | Франція   | 1      | 3      | 3      | 6       |
| 4      | Швеція    | 1      | 1      | 1      | 3       |
| 4      | Росія     | 1      | 1      | 1      | 3       |
| 6      | Чехія     | 0      | 1      | 1      | 1       |
| 7      | Україна   | 0      | 0      | 1      | 1       |
| Всього | Всього    | 11     | 11     | 11     | 33      |